# Honneurs de la cour
Honneurs de la cour (Nederlands: hofeer) is een bijzonder eerbewijs van de Franse koningen aan leden van met name oude Franse adel.

## Geschiedenis
De Honneurs de la cour werden van 1715 tot 1790 verleend door de koningen van Frankrijk aan (leden van) Franse families van wie adeldom terugging tot voor 1400 zonder dat adelsverheffing had plaatsgevonden. De koningen bepaalden of die families alsnog voldoende representatief waren. Andere oude families van wie leden van weinig betekenis meer waren op het slagveld, werd deze eer niet verleend. De eer bestond eruit dat deze edellieden bijvoorbeeld met de koning mee op jacht mochten, aan hem werden voorgesteld en/of toegelaten werden tot de koninklijke rijtuigen. (Deze honneurs heetten het zogenaamde  droit de présentation en droit de carosse.)
De toegelaten families hoefden niet per se een rol te spelen in het hofleven van die tijd. De meeste ervan hadden daar niet de financiële middelen toe.
Er zijn met zekerheid 942 families aan wie deze eer te beurt viel, waarvan vermoedelijk 880 van Franse adel (ook al kunnen enkele geslachten een buitenlandse oorsprong hebben). Daarnaast is een zestigtal buitenlandse families deze eer verleend, bijvoorbeeld omdat ze tot regerende vorstenhuizen (Saksen, Hessen, Nassau) of zeer bekende adelsgeslachten behoorden (Hohenlohe, Esterhazy), dan wel ambassadeursposten bekleedden in Versailles (zoals de Zweedse ambassadeur baron de Staël). Van die 942 families zouden er 462 zijn die met zekerheid hun stamreeks tot voor 1400 konden bewijzen.
Van de 880 families zijn er zo'n 280 nog steeds bestaand.

## Enkele families aan wie de honneurs werden verleend
- D'Abzac
- Achard de Bonvouloir
- De Broglie
- Budes de Guébriant
- De Quatrebarbes
- De Villeneuve